# Grimshaw
Grimshaw är en ort i Kanada.   Den ligger i provinsen Alberta, i den centrala delen av landet, 3 100 km väster om huvudstaden Ottawa. Grimshaw ligger 598 meter över havet och antalet invånare är 2 560.
Terrängen runt Grimshaw är platt åt nordväst, men åt sydost är den kuperad. Runt Grimshaw är det mycket glesbefolkat, med 2 invånare per kvadratkilometer.. Det finns inga andra samhällen i närheten.
Trakten runt Grimshaw består till största delen av jordbruksmark.